# Hvidovre
Hvidovre è un centro abitato danese situato nella regione di Hovedstaden nel comune omonimo di cui è capoluogo.
La cittadina fa parte dell'area urbana di Copenaghen.

## Sport

### Calcio
La più importante squadra calcistica cittadina è il Hvidovre Idrætsforening, vincitore nella sua storia di tre campionati e di una coppa di Danimarca.

### Football americano e flag football
Nel football americano e nel flag football Hvidovre è rappresentata dagli Avedøre Monarchs ("Avedøre Mammoths" nel flag football), vincitori di 3 titoli nazionali di football americano, 7 titoli nazionali di flag football e 2 Champions Bowl.

### Hockey su Ghiaccio
Nell'hockey su ghiaccio, Hvidovre è rappresentata dagli Hvidovre Fighters che militano in Metal Ligaen con scarsi risultati.